# Sylvestercross
De Sylvestercross is een hardloopwedstrijd die elk jaar op 31 december (oudejaarsdag) wordt gelopen in Soest. 
De eerste editie van deze veldloop was in 1981. Sinds 2017 wordt op de avond voor oudejaarsdag de Sylvester by Night gehouden. Deze Sylvester by Night is een fun-loop in een sfeer van lichtjes, muziek en andere entertainment. In 2022 werd de Sylvestercross voor de 40e maal georganiseerd. 
In 2020 en 2021 ging het hardloopevenement niet door vanwege COVID-19 maatregelen. Nederland lag beide jaren volledig stil rond oudejaarsdag. Wel zijn er in deze jaren virtuele edities van deze cross geweest, als alternatief. Hierbij liepen de atleten de gekozen afstand in hun eigen omgeving. 
Tegeltje dat bij de 42e editie is uitgereikt aan de deelnemers:
De Sylvestercross maakt sinds het seizoen 2015/2016 deel uit van het nationaal Crosscircuit, samen met de Warandeloop, de Abdijcross, de Mastboscross en het NK Cross.

## Parcours
Het parcours van de Sylvestercross is gelegen in de Lange Duinen in Soest, vlak bij de atletiekbaan van AV Pijnenburg. De wedstrijd bestaat uit een of meerdere ronden. Zowel de start als de finish spelen zich af in duinzand; het overige gedeelte van het parcours leidt de deelnemers over onverharde bospaden. Wedstrijdlopers kunnen, afhankelijk van hun leeftijd, deelnemen aan de wedstrijden voor de junioren A en B, de korte cross, de prominentenloop of de mastercross.  

## Winnaars Prominenten
| Jaar | Snelste man                              | Land                                     | Snelste vrouw                            | Land                                     |
| ---- | ---------------------------------------- | ---------------------------------------- | ---------------------------------------- | ---------------------------------------- |
| 2024 | Filmon Tesfu                             | Nederland                                | Emmy van den Berg                        | Nederland                                |
| 2023 | Mahamed Mahamed                          | Engeland                                 | Sarah Lahti                              | Zweden                                   |
| 2022 | Mahamed Mahamed                          | Engeland                                 | Sarah Lahti                              | Zweden                                   |
| 2021 | Geen wedstrijd vanwege de coronapandemie | Geen wedstrijd vanwege de coronapandemie | Geen wedstrijd vanwege de coronapandemie | Geen wedstrijd vanwege de coronapandemie |
| 2020 | Geen wedstrijd vanwege de coronapandemie | Geen wedstrijd vanwege de coronapandemie | Geen wedstrijd vanwege de coronapandemie | Geen wedstrijd vanwege de coronapandemie |
| 2019 | Soufiane Bouchikhi                       | België                                   | Maureen Koster                           | Nederland                                |
| 2018 | Napoleon Solomon                         | Zweden                                   | Julia van Velthoven                      | Nederland                                |
| 2017 | Soufiane Bouchikhi                       | België                                   | Katarzyna Rutkowska                      | Polen                                    |
| 2016 | Abdi Hakin Ulad                          | Denemarken                               | Maureen Koster                           | Nederland                                |
| 2015 | Jeroen D'hoedt                           | België                                   | Almensch Belete                          | België                                   |
| 2014 | Khalid Choukoud                          | Nederland                                | Lucy Macharia                            | Kenia                                    |
| 2013 | Bashir Abdi                              | België                                   | Sifan Hassan                             | Nederland                                |
| 2012 | Khalid Choukoud                          | Nederland                                | Sifan Hassan                             | Nederland                                |
| 2011 | Dawit Wolde                              | Ethiopië                                 | Veerle Dejaeghere                        | België                                   |
| 2010 | Michel Butter                            | Nederland                                | Miranda Boonstra                         | Nederland                                |
| 2009 | Jesper van der Wielen                    | Nederland                                | Adrienne Herzog                          | Nederland                                |
| 2008 | Lucas Rotich                             | Kenia                                    | Adrienne Herzog                          | Nederland                                |
| 2007 | Aziz Ennaji Idrissi                      | Marokko                                  | Adrienne Herzog                          | Nederland                                |
| 2005 | Kamiel Maase                             | Nederland                                | Etalemahu Kidane                         | Ethiopië                                 |
| 2004 | Hillary Chenonge                         | Kenia                                    | Gelete Burka                             | Ethiopië                                 |
| 2003 | Luke Kibet                               | Kenia                                    | Lornah Kiplagat                          | Nederland                                |
| 2002 | Simon Kiprop                             | Kenia                                    | Lenah Cheruiyot                          | Kenia                                    |
| 2001 | Kamiel Maase                             | Nederland                                | Viola Kibiwot                            | Kenia                                    |
| 2000 | Cyrus Kataron                            | Kenia                                    | Erika van der Bilt                       | Nederland                                |
| 1999 | Raymond Yator                            | Kenia                                    | Susan Chepkemei                          | Kenia                                    |
| 1998 | Richard Limo                             | Kenia                                    | Yimenashu Taye                           | Ethiopië                                 |
| 1997 | Ayele Mezgebu                            | Ethiopië                                 | Kutre Dulecha                            | Ethiopië                                 |
| 1996 | Kamiel Maase                             | Nederland                                | Anja Smolders                            | België                                   |
| 1995 | Aziz Bougra                              | Marokko                                  | Anja Smolders                            | België                                   |
| 1994 | Aziz Bougra                              | Marokko                                  | Selina Chirchir                          | Kenia                                    |
| 1993 | Tonnie Dirks                             | Nederland                                | Irma Heeren                              | Nederland                                |
| 1992 | René Godlieb                             | Nederland                                | Anja Smolders                            | België                                   |
| 1991 | Herman Hofstee                           | Nederland                                | Stefanija Statkuvienė                    | Litouwen                                 |
| 1990 | Tonnie Dirks                             | Nederland                                | Yvonne Kramer                            | Nederland                                |
| 1989 | Marcel Versteeg                          | Nederland                                | Wilma van Onna                           | Nederland                                |
| 1988 | Marc van Rooy                            | Nederland                                | Wilma van Onna                           | Nederland                                |
| 1987 | Herman Hofstee                           | Nederland                                |                                          |                                          |
| 1986 | Aart Stigter                             | Nederland                                |                                          |                                          |
| 1985 | Aart Stigter                             | Nederland                                |                                          |                                          |
| 1984 | Pieter van der Haas                      | Nederland                                |                                          |                                          |
| 1983 | Marti ten Kate                           | Nederland                                |                                          |                                          |
| 1982 | Hans Koeleman / Stijn Jaspers            | Nederland                                |                                          |                                          |
| 1981 | Rob Strik                                | Nederland                                |                                          |                                          |